# Roncus liebegotti
Espèce
Roncus liebegotti est une espèce de pseudoscorpions de la famille des Neobisiidae.

## Distribution
Cette espèce est endémique des Sporades en Grèce,. Elle se rencontre sur Gioura dans un grotte.

## Description
Le mâle holotype mesure 2,61 mm.

## Étymologie
Cette espèce est nommée en l'honneur de Dieter Liebegott.

## Publication originale
- Schawaller, 1981 : Eine neue troglobionte Roncus-Art und weitere Pseudoskorpione von den Nordlichen Sporaden (Agais) (Arachnida: Pseudoscorpionoidea). Stuttgarter Beiträge zur Naturkunde, sér. A, vol. 344, p. 1-9 (texte intégral).